# Scaphixodes unicavatus
Scaphixodes unicavatus är en spindeldjursart som först beskrevs av Neumann 1908.  Scaphixodes unicavatus ingår i släktet Scaphixodes, och familjen hårda fästingar. Arten är reproducerande i Sverige.